# Mathieu Perget
Mathieu Perget (ur. 18 września 1984 w Montauban) – francuski kolarz szosowy. Jeździ w barwach amatorskiej drużyny US Montauban Cyclisme 82.
Startował we wszystkich trzech wielkich tourach (Giro d'Italia, Tour de France, Vuelta a España), jednak jak na razie bez większych osiągnięć. Jeszcze jako amator wygrał wyścig ze startu wspólnego na Igrzyskach Śródziemnomorskich 2005. Jego największym sukcesem jest zwycięstwo w 2009 roku w Tour du Limousin. 

## Najważniejsze osiągnięcia
- 2005 
  - 1. miejsce w igrzyskach śródziemnomorskich (start wspólny)
- 2009 
  - 1. miejsce w Tour du Limousin
- 2012
  - 4. miejsce w Tour du Limousin
  - 5. miejsce w Route du Sud
- 2013
  - 1. miejsce w Tour du Maroc
    - 1. miejsce na 2. etapie